# Крим (пес)
Пес Крим — свійський собака, який уцілів після ракетного удару по приватному будинку в місті Дніпрі у ніч на 29 вересня 2022 року і чекав на руїнах своїх господарів.
Разом із песиком Патроном та півником васильківської майоліки та кішкою Глорією з Бородянки став персонажем багатьох інтернет-мемів і символом незламності українського народу у боротьбі з російськими окупантами.

## Історія
Внаслідок ракетного обстрілу по приватному будинку в місті Дніпрі у ніч на 29 вересня 2022 року загинуло четверо людей: двоє дітей Василиса та Іван, їхня мама Наталія та бабуся Алла. Уцілів лише свійський пес на ім'я Крим — він сидів на руїнах, вив, плакав та чекав на господарів. Батько загиблих дітей служить у лавах ЗСУ.
Собаку забрали у притулок працівники комунального підприємства «Зооконтроль» Дніпра. Через обстріл він отримав контузію та має серцеву недостатність. Міські ветеринари кололи тварині серцеві препарати й намагалися стабілізувати його стан.
12 листопада стало відомо, що Крим помер внаслідок зупинки серця.